# Pșenicevo, Stara Zagora
Pșenicevo (în bulgară Пшеничево) este un sat în comuna Stara Zagora, regiunea Stara Zagora,  Bulgaria. 

## Demografie
Componența etnică a satului Pșenicevo
     Bulgari (91,03%)
     Romi (1,41%)
     Nicio identificare (7,54%)
     Altele (0%)
La recensământul din 2011, populația satului Pșenicevo era de 212 locuitori. Din punct de vedere etnic, majoritatea locuitorilor (91,03%) erau bulgari, cu o minoritate de romi (1,41%). Pentru 7,54% din locuitori nu este cunoscută apartenența etnică.